# San José (distrito de Lambayeque)
San José é um distrito do Peru, departamento de Lambayeque, localizada na província de Lambayeque.

## Transporte
O distrito de San José é servido pela seguinte rodovia:
- LA-108, que liga a cidade ao distrito de Pimentel
- LA-109, que liga a cidade de Lambayeque ao distrito de Chiclayo[1][2][3]